# Зверобой горный
Зверобо́й го́рный (лат. Hypéricum montanum) — многолетнее травянистое растение рода зверобой семейства Зверобойные (Hypericaceae).

## Ботаническое описание

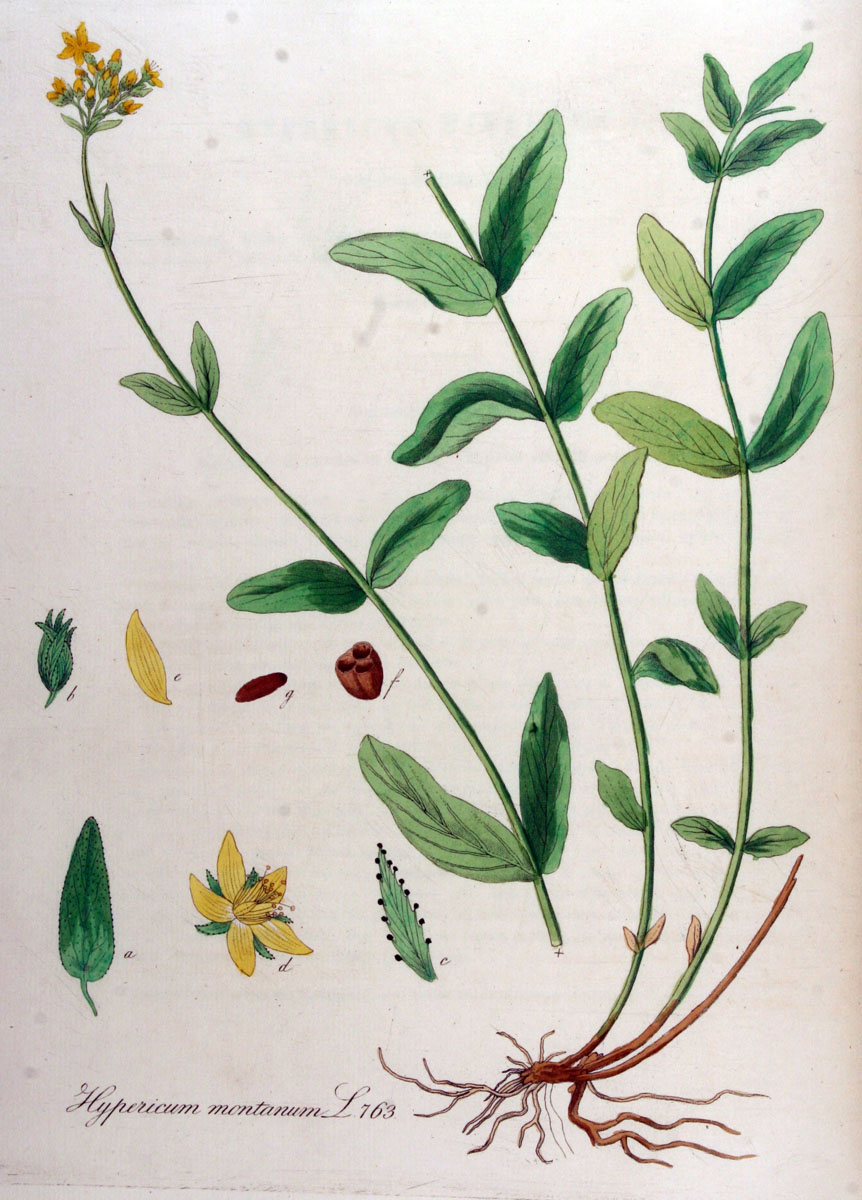
Зверобой горный.

Голые, прямые стебли достигают 20—60 см в высоту. Листья относительно крупные до 6 см в длину, овальной формы с заострением на верхушке. Жёлтые цветки скучены в головчатое соцветие. Чашечка пятилистная, чашелистики зубчато-железистые, коробочка многосеменная, семена мелкие.
Размножение семенное. Опыление происходит через насекомых. Пора цветения — июнь—август.

## Распространение
Растение широко представлено в широколиственных лесах, облесенных территориях, долинах крупных рек большей части Европы, за исключением северных и юго-восточных районов (см. карту).
В России распространён на Кавказе и в Причерноморье. В Белоруссии занесён в Красную книгу республики. В Литве охраняется.

## Значение и применение
Козами и лошадьми не поедается. Крупный рогатый скот поедает выборочно.
Растение содержит кверцетин, кемпферол, гиперицин, эфирное масло. Цветки используются в лечебных целях.